# Azzedine Doukha
Azzedine Doukha (Chettia, 5 de agosto de 1986) é um futebolista profissional argelino que atua como goleiro.

## Carreira
Azzedine Doukha representou o elenco da Seleção Argelina de Futebol no Campeonato Africano das Nações de 2013 e 2015.